# Маслов, Василий Филиппович
Василий Филиппович Маслов (укр. Василь Пилипович Маслов; 4 февраля 1922, Песчанка, Полтавская губерния, Украинская ССР — 1 июня 1987, Харьков, Украинская ССР, СССР) — советский украинский учёный-правовед. Доктор юридических наук (1968), профессор (1968), член-корреспондент Академии наук Украинской ССР (1985). Лауреат Государственной премии Украинской ССР в области науки и техники (1984).
Участник Великой Отечественной войны, в 1944 году был демобилизован из-за ранения. Окончил Харьковский юридический институт, работал в нём на преподавательских должностях, с 1962 по 1987 год был его ректором. Был депутатом Харьковских областного и городского советов. Будучи специалистом в области частного права исследовал жилищное и семейное право, а также право собственности. Отстаивал мнение относительно субъективности жилищного права и необходимости существования правового института частной собственности. Один из авторов Конституции Украинской ССР 1978 года, а также трёх кодексов республики.

## Биография
Василий Маслов родился 4 февраля 1922 года в селе Песчанка Константиноградского уезда Полтавской губернии (ныне Красноградский район, Харьковская область) в семье крестьян. В 1940 году он окончил среднюю школу и начал службу в пограничных войсках Красной армии. Служил в 30-м Бахтинском кавалерийском пограничном отряде (Восточный Казахстан), был заместителем политрука заставы по комсомолу. После начала Великой Отечественной войны по собственной просьбе был отправлен на фронт. В августе 1941 года участвовал в боях у озера Селигер, в 1942 году стал командиром взвода разведчиков. В боях под Ельней Маслов был тяжело ранен, а 12 августа 1942 года во время неудачной разведки боем у села Полунино близ Ржева, прикрывая отступление своего взвода, был ранен снова (лишился ноги). До конца 1943 года он лечился в госпиталях в Ижевске и Тбилиси, в марте 1944 года его комиссовали.
В 1944 году Маслов поступил в Харьковский юридический институт. Он считается учеником профессора В. И. Сливицкого. Выпускник Харьковского юридического института 1967 года В. П. Пивненко вспоминал, что Маслов, поступив в институт, не имел собственного жилья и был вынужден ночевать «на лестничном марше учебного заведения». Находясь в тяжёлом материальном положении, он не мог купить себе одежду, а потому всё время ходил в военной форме. Также Пивненко отмечал, что Василий Филиппович, будучи инвалидом войны, «ходил на протезе». В 1948 году он окончил вуз и поступил в его аспирантуру, которую окончил в 1951 году. 4 июля 1951 года в Харьковском юридическом институте он досрочно защитил диссертацию на соискание учёной степени кандидата юридических наук по теме «Право личной собственности на жилой дом трудящихся СССР» под научным руководством профессора С. И. Вильнянского. После этого Маслов начал работать на кафедре гражданского права и процесса (с 1966 года — кафедра гражданского права), где последовательно занимал должности преподавателя (по другим данным старшего преподавателя), доцента и профессора. Кроме того, он был секретарём институтской ячейки коммунистической партии.
9 февраля 1962 года Маслов был назначен ректором Харьковского юридического института (его предшественник Александр Нёботов был освобождён от должности из-за болезни). После этого Маслов возглавил Совет ректоров вузов Харьковского региона; он возглавлял также учёный совет Харьковского юридического института и входил в научно-консультационный совет при Верховном Суде Украинской ССР. Лекции Маслова пользовались популярностью среди начинающих преподавателей института. Исследователь Ю. Н. Розенфельд охарактеризовал их как «отличающиеся научной глубиной, яркостью языка», отмечая, что «сложный материал он [Маслов] умел донести до студента просто и доходчиво». В 1966 году Маслов прочёл несколько лекций в Познанском университете Польши, в 1974 году он входил в состав делегации Министерства высшего и среднего специального образования СССР, отправившейся в Югославию, и в рамках этого визита читал лекции в Белградском университете.
2 февраля 1968 года Василий Маслов защитил диссертацию на соискание учёной степени доктора юридических наук по теме «Гражданско-правовые проблемы личной собственности в период строительства коммунизма в СССР». Его официальными оппонентами на защите данной работы были профессора Раиса Халфина, Владимир Рясенцев и Николай Казанцев. По разным данным защита диссертации состоялась либо в Харьковском юридическом институте, либо в Московском государственном университете. Летом того же года Маслов получил докторскую учёную степень, а затем и учёное звание профессора. Маслов участвовал в разработке Конституции Украинской ССР 1978 года, а также ряда кодексов республики — Гражданского (1963), О браке и семье (1969) и Жилищного (1983). Он несколько раз избирался депутатом в Харьковские городской и областной советы депутатов трудящихся, где возглавлял комиссии по вопросам законности. В 1974—1990 годах под научным руководством профессора Маслова защитили свои кандидатские диссертации девять учёных: М. Н. Сибилёв (1974), С. Д. Волошко (1975), Е. В. Богданов (1979), Е. В. Сизов (1980), М. В. Иванчук (1982), В. М. Самойленко (1983), С. Н. Приступа (1984), Н. К. Подберезский (1986) и А. М. Сытник (1990).
По инициативе Маслова как председателя Совета ректоров вузов Харьковской области был построен ряд объектов социальной инфраструктуры для студентов и их семей, в том числе межвузовское студенческое семейное общежитие и ясли для детей студентов. Как ректор, Маслов создал при Харьковском юридическом институте Народную мужскую хоровую капеллу, которая пользовалась успехом как в республике, так и за её пределами.
Кроме того, как ректор и профессор кафедры гражданского права, он уделял большое внимание изданию учебников, сам стал редактором и соавтором учебников по советскому гражданскому праву (в двух томах; 1977/8 и 1983/4) и советскому семейному праву (1982), был включён в состав редакционной коллегии научного журнала «Известия высших учебных заведений. Правоведение». По его инициативе, в написании учебников приняли участие все члены кафедры гражданского права вуза. Это было новшество для харьковской цивилистической школы, так как раньше учебники писались одним автором. В 1984 году Маслов был удостоен вместе со своими соавторами А. А. Пушкиным, В. К. Поповым, М. И. Бару, Ч. Н. Азимовым, Д. Ф. Швецовым, Ю. И. Зиоменко и В. С. Шелестовым Государственной премии Украинской ССР в области науки и техники за изданный годом ранее учебник для вузов «Советское гражданское право». 28 марта 1985 года Василия Филипповича избрали членом-корреспондентом Академии наук Украинской ССР по отделению истории, философии и права, также он стал членом Президиума Северо-Восточного центра АН УССР.
В период ректорства Маслова в институте был создан ряд кафедр и факультетов, начал функционировать новый корпус, в котором располагались кафедры общественных наук. На рубеже 1970-х — 1980-х годов в вузе было создано четыре факультета очной формы, занимающиеся подготовкой работников для органов МВД, прокуратуры и судов. По словам его ученика Сергея Приступы, именно в период ректорства Маслова Харьковский юридический институт стал «общепризнанным флагманом юридической науки и образования». При этом сам Василий Филиппович считал своей основной заслугой как ректора то, что он не мешал работать своим проректорам. В августе 1985 года «за заслуги в подготовке квалифицированных специалистов и развитии научных исследований» вуз был удостоен ордена Трудового Красного Знамени.
Василий Филиппович Маслов скончался 1 июня 1987 года в Харькове. Вплоть до своей смерти он оставался ректором Харьковского юридического института. По воспоминаниям его преемника на этом посту Василия Тация, Василий Маслов умер после продолжительной болезни. В то же время Генеральный прокурор Украины Михаил Потебенько говорил, что Маслов умер неожидано.

## Научная деятельность

Автограф В. Ф. Маслова на титульном листе своей монографии «Защита жилищных прав граждан» (1970)

В круг научно-исследовательских интересов профессора Маслова входили вопросы гражданского, жилищного и семейного права. Учёный занимался изучением таких правовых институтов, как право собственности, правовые формы научно-технического развития и договорные отношения в агропромышленном секторе. Будучи одним из известнейших представителей харьковской научной школы гражданского права, он создал научные школы, которые исследовали проблемы жилищного и семейного права, а также права собственности.
Начиная ещё со своей кандидатской диссертации Маслов исследовал право собственности. В промежутке между защитой кандидатской и докторской диссертаций он написал три монографии по этой теме. В своей докторской диссертации «Гражданско-правовые проблемы личной собственности в период строительства коммунизма в СССР» (1968) Маслов отталкивался от того, что ликвидация правового института частной собственности невозможна, и делал основной упор на изучение его юридической формы. В частности, Маслов сформулировал положения, определяющие форму и её содержание в институте собственности.
Исследуя жилищное право, Маслов отвергал актуальные на тот момент представления о праве гражданина на жильё как элементе гражданской правоспособности, и отстаивал идею того, что это является субъективным правом. В семейном праве его интересовали правовые аспекты таких проблем, как усыновление, защита материнства и детства. Монография «Правовое положение производственных объединений в сельском хозяйстве» (1979), написанная им в соавторстве с Зинаидой Подопригорой и Василием Поповым, стала первой работой, в которой были исследованы проблемы договорных правоотношений в аграрном секторе.
Научные труды Василия Маслова сохранили свою актуальность вплоть до начала XXI века. Так, при разработке Гражданского кодекса Украины 2003 года были использованы теоретические разработки профессора Маслова. По утверждению Ю. Н. Розенфельда, к концу 1990-х годов все работы учёных, изучающих право собственности, жилищное и семейное право, тоже опирались на исследования Маслова.

## Личность
Выпускник Харьковского юридического института 1951 года, а затем советский партийный деятель Георгий Крючков характеризовал Василия Маслова как «прекрасного, душевного человека, стойкого коммуниста».
Академик НАН Украины Василий Таций в мемуарах вспоминал свой диалог с профессором Масловым летом 1973 года, когда тот назначил его проректором по учебной работе Харьковского юридического института. Таций на тот момент был доцентом и кандидатом наук. По воспоминаниям Тация, когда Маслов предложил ему должность, он выразил сомнение сможет ли справиться с ней, сославшись на свой малый, на тот момент, стаж педагогической работы. Однако Маслов выслушав аргументы Тация, сказал что если бы тот сразу согласился занять должность, уже он бы усомнился в целесообразности такого назначения. В. Я. Таций отмечал, что в этом проявлялись критерии оценки людей Масловым.
Академик НАПрН Украины Анатолий Гетьман, который окончил Харьковский юридический институт в 1983 году, отмечал незаурядные личные качества Василия Маслова, а также его энергичность и харизму.

## Награды и память

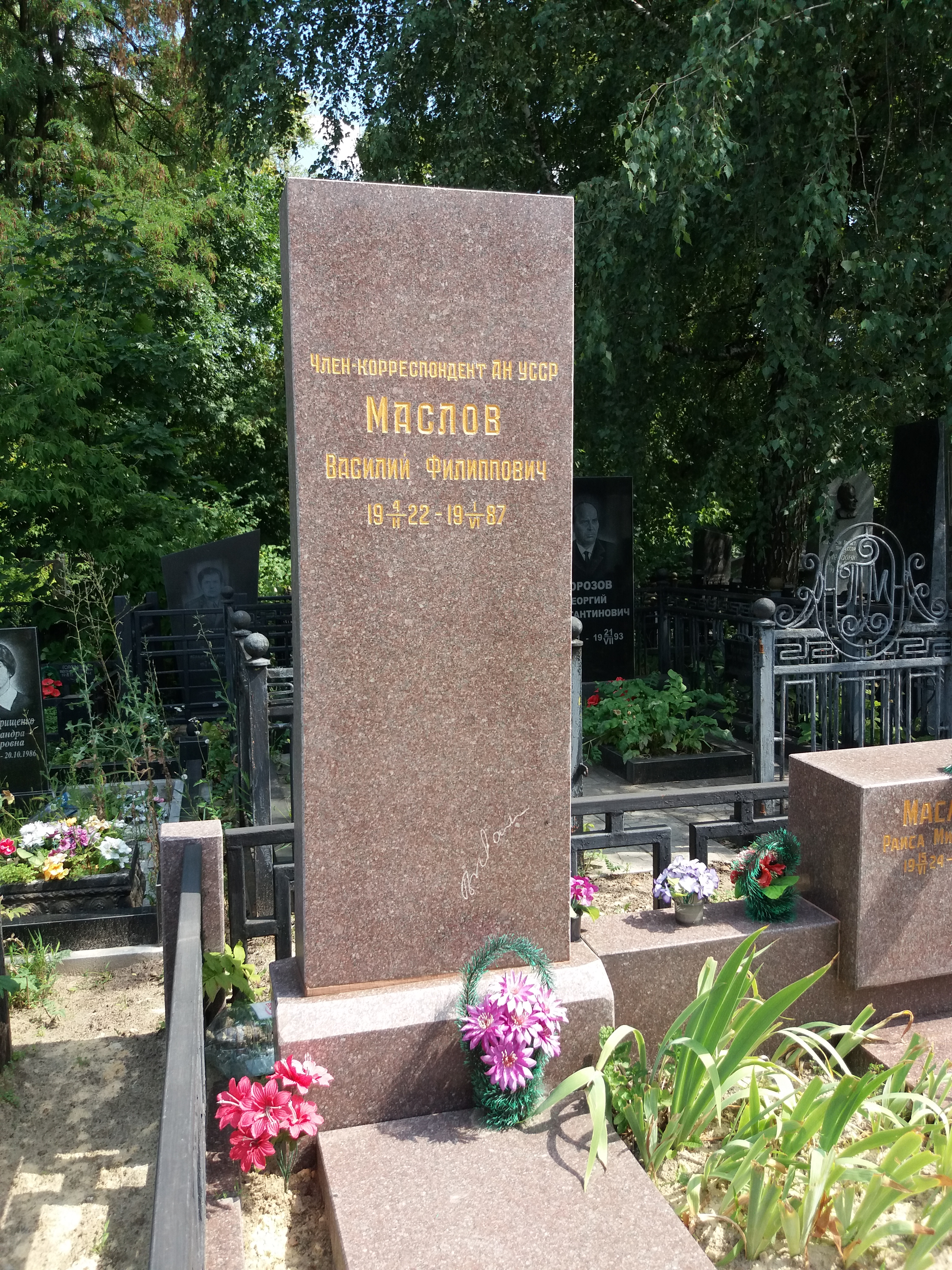
Могила на Втором городском кладбище Харькова

Василий Филиппович Маслов был удостоен ряда государственных наград:
- Государственная премия Украинской ССР в области науки и техники (1984);
- Орден Октябрьской революции (1971);
- Орден Трудового Красного Знамени (1991);
- Орден «Знак Почёта» (15 сентября 1961) — «за большие заслуги в подготовке специалистов и развитии науки»[49];
- Орден Отечественной войны I степени;
- Орден Отечественной войны II степени (1965);
- семь медалей.

Начиная с 2003 года в вузе, который возглавлял Маслов (в 2003 году он назывался Национальная юридическая академия Украины имени Ярослава Мудрого, позже был переименован в Национальный юридический университет имени Ярослава Мудрого), ежегодно в конце зимы — начале весны проходит научно-практическая конференция, посвящённая памяти ректора. Её организовывают кафедры гражданского права № 1 и № 2, участвуют в конференции учёные-правоведы из Украины и других стран СНГ. В 2013 году к 90-летию учёного было проведено две конференции, одна среди учёных по теме «Актуальные проблемы гражданского, жилищного и семейного права», а вторая среди студентов по теме «Проблемы гражданского права глазами молодых учёных».
Харьковская областная государственная администрация учредила стипендию имени Василия Филипповича Маслова, которая присуждается ежегодно выдающимся учёным-правоведам.
В Национальном юридическим университете сложилась традиция ежегодного возложения цветов на могилы учёных университета — фронтовиков, похороненных на 2-м городском кладбище Харькова. В их числе, наряду с Р. С. Павловским, А. И. Рогожиным, А. И. Свечкарёвым, В. В. Сташисом, Н. Н. Страховым и М. В. Цвиком, Василий Маслов.